# PLAYZONE'97 RHYTHM II
『PLAYZONE'97 RHYTHM II』（プレゾン 97・リズム ツー）は、1997年7月21日にリリースされた少年隊8枚目となるミュージカル『PLAYZONE』サウンドトラック。発売元はジャニーズ・エンタテイメント。

## 内容
ジャニーズ事務所の先輩・後輩歌手の楽曲を少年隊がカバーしたサウンドトラックで発売された。そのうちSHAKEは20th Centuryがカバー。

## 収録曲
1. HOLD YOU TIGHT（ゴスペルバージョン）[5:28]
作詞：松井五郎／作曲・編曲：馬飼野康二
2. メドレー1 [3:45]
  - ガラスの十代

作詞・作曲：飛鳥涼／編曲：馬飼野康二・塚田剛
※原曲歌唱：光GENJI
  - STAR LIGHT

作詞：飛鳥涼／作曲：チャゲ&飛鳥／編曲：馬飼野康二・塚田剛
※原曲歌唱：光GENJI
3. ジュリエットへの手紙【植草克秀】[4:12]
作詞・作曲：宮下智／編曲：馬飼野康二
※原曲歌唱：田原俊彦
4. メドレー2 [4:14]
  - 東京ブギウギ

作詞：鈴木勝／作曲：服部良一／編曲：馬飼野康二・柏原利勝
※原曲歌唱：笠置シヅ子
  - 三味線ブギウギ

作詞：佐伯孝夫／作曲：服部良一／編曲：馬飼野康二・柏原利勝
※原曲歌唱：市丸
  - ヘイヘイブギ

作詞：藤浦洸／作曲：服部良一／編曲：馬飼野康二・柏原利勝
※原曲歌唱：笠置シヅ子
5. メドレー3 [7:52]
  - GET READY

作詞・作曲：William Robinson / Smokey Robinson
編曲：馬飼野康二・塚田剛
  - MY GIRL

作詞・作曲：William Robinson / Smokey Robinson / Ronald Anthony
編曲：馬飼野康二・塚田剛
  - I can't help myself

作詞・作曲：Eddie Holland / Lamont Dozier / Brian Holland
編曲：馬飼野康二・塚田剛
6. SHAKE【20th Century】[4:20]　
作詞：森浩美／作曲：小森田実／編曲：CHOKKAKU
※原曲歌唱：SMAP
7. ジャングルJungle [2:59]
作詞：松井五郎／作曲：羽田一郎／編曲：馬飼野康二・柏原利勝
※原曲歌唱：田原俊彦
8. 君に薔薇薔薇…という感じ [3:06]
作詞：三浦徳子／作曲：筒美京平／編曲：馬飼野康二・柏原利勝
※原曲歌唱：田原俊彦
9. メドレー4【東山紀之】[5:53]
  - Unforgettable

作詞・作曲：Irving Gordon／編曲：馬飼野康二
  - チャールストンにはまだ早い

作詞・作曲：宮下智／編曲：馬飼野康二
※原曲歌唱：田原俊彦
10. メドレー5 [2:46]
  - ブルドッグ

作詞：伊藤アキラ／作曲：都倉俊一／編曲：馬飼野康二
※原曲歌唱：フォーリーブス
  - 踊り子

作詞：阿久悠／作曲：井上忠夫／編曲：馬飼野康二
※原曲歌唱：フォーリーブス
11. HOLD YOU TIGHT [4:27]
作詞：松井五郎／作曲・編曲：馬飼野康二
12. 誘われてEX [4:44]
作詞：松本一起／作曲・編曲：馬飼野康二